# Philippe Colombani (diplomate)
 (septembre 2022).
La mise en forme du texte ne suit pas les recommandations de Wikipédia : il faut le « wikifier ».
Les points d'amélioration suivants sont les cas les plus fréquents. Le détail des points à revoir est peut-être précisé sur la page de discussion.
- Les titres sont pré-formatés par le logiciel. Ils ne sont ni en capitales, ni en gras.
- Le texte ne doit pas être écrit en capitales (les noms de famille non plus), ni en gras, ni en italique, ni en « petit »…
- Le gras n'est utilisé que pour surligner le titre de l'article dans l'introduction, une seule fois.
- L'italique est rarement utilisé : mots en langue étrangère, titres d'œuvres, noms de bateaux, etc.
- Les citations ne sont pas en italique mais en corps de texte normal. Elles sont entourées par des guillemets français : « et ».
- Les listes à puces sont à éviter, des paragraphes rédigés étant largement préférés. Les tableaux sont à réserver à la présentation de données structurées (résultats, etc.).
- Les appels de note de bas de page (petits chiffres en exposant, introduits par l'outil «  Source ») sont à placer entre la fin de phrase et le point final[comme ça].
- Les liens internes (vers d'autres articles de Wikipédia) sont à choisir avec parcimonie. Créez des liens vers des articles approfondissant le sujet. Les termes génériques sans rapport avec le sujet sont à éviter, ainsi que les répétitions de liens vers un même terme.
- Les liens externes sont à placer uniquement dans une section « Liens externes », à la fin de l'article. Ces liens sont à choisir avec parcimonie suivant les règles définies. Si un lien sert de source à l'article, son insertion dans le texte est à faire par les notes de bas de page.
- La présentation des références doit suivre les conventions bibliographiques. Il est recommandé d'utiliser les modèles {{Ouvrage}}, {{Chapitre}}, {{Article}}, {{Lien web}} et/ou {{Bibliographie}}. Le mode d'édition visuel peut mettre en forme automatiquement les références.
- Insérer une infobox (cadre d'informations à droite) n'est pas obligatoire pour parachever la mise en page.

Pour une aide détaillée, merci de consulter Aide:Wikification.
Si vous pensez que ces points ont été résolus, vous pouvez retirer ce bandeau et améliorer la mise en forme d'un autre article.
Pour les articles homonymes, voir Colombani.
Philippe Colombani, né le 7 août 1955 à Béziers, est un diplomate français.
Après avoir passé cinq ans à Cuba (2005-2010) en qualité de conseiller économique à l'ambassade de France, Philippe Colombani a été nommé conseiller économique pour la Croatie et la Bosnie-Herzégovine, basé à Zagreb. Il était auparavant chercheur à l'Institut français de relations internationales (2001-2004), conseiller à la Commission européenne (2004) et consultant au centre d’analyse et de prévision. À partir de 2015, il a occupé le poste de chef de projet à la Direccte-Occitanie à Toulouse, jusqu'en octobre 2018. Élu le 15 mars 2020 aux élections municipales de la ville d'Aussillon, il occupe depuis le 12 juin 2020 les fonctions de maire-adjoint chargé de la Culture et de la Communication. 
Il a été fait chevalier de la Légion d'honneur en 2008.

## Biographie

### Études
Philippe Colombani est un ancien élève de l’École nationale d'administration (promotion Liberté-Égalité-Fraternité 1987-1989).  
Il a  également étudié à l’Institut d'études politiques de Grenoble ainsi qu’à l’Institut national des sciences appliquées de Lyon. 

### Postes
Philippe Colombani a tout d'abord été instituteur en France (Tarn), en Bolivie puis au Mexique (1981-1985). 
En 1989, il intègre la Direction des relations économiques extérieures du ministère de l'Économie, des Finances et de l'Industrie.
Entre 1991 et 1995, il occupe des fonctions diplomatiques en Afrique du Sud puis aux États-Unis d'Amérique. Il est rapporteur à la Cour des comptes de 1995 à 1997, puis chef du bureau « Afrique Proche-Orient » (DREE) jusqu’en 2001.
Il a été auditeur de l'Institut diplomatique en 2001.
Il a été, jusqu'en 2015, chef du Service Économique des ambassades de France à Zagreb et Sarajevo, après avoir exercé les mêmes fonctions à La Havane depuis janvier 2005; il a été membre (2004-2005) du Centre d'analyse et de prévision du ministère des Affaires étrangères pour la Turquie, la Méditerranée et les questions de prospective. 
Il a occupé les fonctions de conseiller spécial auprès du commissaire européen à la politique régionale et à la réforme des institutions. De 2015 à 2018, il est chef de projet à la Direccte-Occitanie, et dirige l'étude : La croissance économique en Occitanie : 1990-2040.
Il est depuis le 25 mai 2020 adjoint au Maire d'Aussillon, dans le Tarn.
Il a exercé les fonctions de referee pour le Femise. Autres fonctions antérieures : membre associé du « Brain Trust » du groupe d'Évian.
Il a été membre du groupe d'Aix (Observateur) sur la coopération économique au Moyen-Orient.

## Domaines d’expertise
- Géopolitique des ressources: énergie, eau, agriculture, division internationale du travail
- Prospective stratégique: croissance potentielle, espaces de souveraineté
- Questions euro-méditerranéennes
- Cuba, Balkans
- Économie des territoires

## Publications
- Dictionnaire critique de l'Union européenne (Collectif) Armand Colin - 2008-.
- L'Union européenne, toujours recommencée in L'état de l'Union 2007. rapport Schuman sur l'Europe Éditions Lignes de Repères.(Collectif)
- États-Unis : enjeux énergétiques et politique extérieure, article publié dans Universalia 2003 du 21 mai 2003.
- Lesotho Highlands Water Project : une coopération plutôt réussie dans l’attente d’une politique régionale de l’eau en Afrique australe, article paru dans Afrique contemporaine n° 205, printemps 2003, pp. 91-102.
- Le Commerce mondial au XXIe siècle. Scénarios pour l'Union européenne, dirigé par Philippe Colombani, rapport réalisé pour la Commission européenne, Paris, Ifri, 2002.